# Грета Безель
Грета Безель (нім. Greta Bösel; уроджена Мюллер (нім. Mueller); нар.. 9 травня 1908, Вупперталь-Ельберфельд, Німеччина — пом. 3 травня 1947) — німецька медсестра. У серпні 1944 року стала охоронцем табору в Равенсбрюк.
Її ранг у таборі був Arbeitseinsatzführerin (наглядачка за веденням роботи). У листопаді 1944 року Безель мала бути однією з відповідальних штатних співробітників з відбору ув'язнених для газової камери або для переведення до Уккермарка. Відомо, що вона сказала іншому охоронцеві СС: «Якщо вони [в'язні] не можуть працювати, нехай вони згниють».
Після «маршу смерті» в'язнів з Равенсбрюка через насування Червоної Армії, Безель втекла з табору разом із чоловіком. Пізніше її спіймали й заарештували британські війська.
Безель, разом із іншими жінками-охоронцями, включаючи Доротею Бінц, було обвинувачено на першому судовому процесі щодо Равенсбрюка, який відбувся між груднем 1946 і лютим 1947 року в Гамбурзі, Німеччина. Суд визнав її винною в жорстокому поводженні, вбивстві та участі в «відборі» до газових камер. Вона була страчена о 09:55 3 травня 1947 року, через 24 хвилини після Елізабет Маршалл, британським катом Альбертом Пірпойнтом у в'язниці міста Гамельн.